# Elbit Hermes 450
Elbit Hermes 450 je izraelska bespilotna letjelica namijenjena dugim taktičkim misijama koje zahtijevaju veliku izdržljivost letjelice. Tako Hermes 450 može provesti i do 20 sati neprekidnog leta a primarne misije su joj izviđanje, nadzor i mogućnost pružanja komunikacija.

## Razvoj
Prva jednomotorna inačica Elbit Hermesa 450 je poletjela sredinom 1990-ih. Letjelicu 1997. kupuje izraelska vojska gdje postaje operativna 2000. Iste godina je poletjela i prva dvomotorna inačica Hermesa 450. Taj model je 2003. testiran u programu uvođenja nove bespilotne letjelice u službu američkih oružanih snaga.

## Korisnici
- Izrael: primarni korisnik. Izraelske zračne snage imaju eskadron sastavljen od bespilotnih letjelica Elbit Hermes 450 u zračnoj bazi Palmachim, južno od Tel Aviva. Riječ je o prilagođenim jurišnim letjelicama koje su opremljene s dva AGM-114 Hellfire projektila ili (prema različitim izvorima) s dvije Rafael rakete. Prema izraelskim, palestinskim, libanonskim i neovisnim izvješćima, izraelska jurišna letjelica je intenzivno korištena na Pojasu Gaze kao i tijekom izraelsko-libanonskog sukoba 2006. te bombardiranja Sudana 2009.
- Azerbajdžan:[2] 2008. godine je naručeno deset bespilotnih letjelica Elbit Hermes 450. 12. rujna 2009. su oružane snage nepriznate republike Nagorno-Karabah iznad svojeg zračnog prostora oborile jednu bespilotnu letjelicu.[3] Preliminarnim istraživanjem koje su provele vlasti Nagorno-Karabaha utvrđeno je da se radi o modelu Elbit Hermes 450.[4]
- Bocvana[5]
- Brazil: brazilsko ratno zrakoplovstvo je od prosinca 2009. zakupilo jedan Hermes 450 na rok od jedne godine radi testiranja i ispitivanja bespilotne letjelice zajedno s kopnenom vojskom i mornaricom.[6] Postoje planovi za kupnjom još dvije letjelice.[7]
- Cipar: ciparske zračne snage u svojem sastavu imaju jedan eskadron bespilotnih letjelica koji je sastavljen od Hermes 450.
- Gruzija: gruzijska vojska je koristila Hermes 450 za potrebe izviđanja odmetnute pokrajine Abhazije a neki zrakoplovi su oboreni.
- Hrvatska:[8] nakon Elbitovog manjeg modela Skylark, hrvatska vojska je naručila i Hermes 450 koji je dostavljen krajem 2007.
- Meksiko: meksičkim zračnim snagama letjelice su dostavljene 2009.[9][10]
- SAD: američko Ministarstvo obrane je testiralo i ispitivalo Hermes 450 radi potrebe uvođenja nove bespilotne letjelice u službu. Testiranja su obavljena u mornaričkoj zračnoj bazi Fallon.[11] Također, 2004. su dvije letjelice testirane za potrebe američke pogranične patrole.
- Singapur: singapursko Ministarstvo obrane je najavilo da će u vlastitom ratnom zrakoplovstvu dodati Elbit Hermes 450 u flotu bespilotnih letjelica.[12]
- Ujedinjeno Kraljevstvo: Hermes 450 se koristi u 32. pukovniji Kraljevskoga topništva u sklopu vojnih operacija u Afganistanu i Iraku. Britanska inačica jedina od svih koristi laserske žiroskope u sklopu vlastitog inercijalnog navigacijskog sustava te ne može na krilo montirati naoružanje. Hermes 450 je bio temelj za razvoj britanske inačice Watchkeeper WK450 čiji je razvoj započeo u srpnju 2005. u suradnji s grupacijom Thales. Namjera je da 2010. godine Watchkeeper zamijeni Hermes 450.

## Tehničke karakteristike (Elbit Hermes 450)
Osnovne karakteristike
- posada: 0
- kapacitet: 150 kg
- raspon krila: 10,5 m

Letne karakteristike
- najveća brzina: 176 km/h
- ekonomska brzina: 130 km/h
- dolet: 200 km
- brzina penjanja: 4,6 m/s
- najveća visina leta: 5486 m
- motor: 1× UEL R802/902(W) Wankel motor

Naoružanje
- naoružanje: IAF)
- Projektili:
  - 2×: AGM-114 Hellfire ili
- Rakete:
  - 2×: Rafael

## Vanjske poveznice
- Elbit Hermes 450 na web stranicama proizvođača  Arhivirana inačica izvorne stranice od 26. rujna 2007. (Wayback Machine)
- Defense-update.com
- Border Patrol to deploy unmanned aerial vehicles
- Israel sets combat drones against missile launchers in Gaza
- Border Patrol to deploy unmanned aerial vehicles
- Israel Starts Reexamining Military Missions and Technology  Arhivirana inačica izvorne stranice od 5. veljače 2012. (Wayback Machine)
- Unomig.org